# زیلونکا (استان اشوی‌داشکسیه)
زیلونکا (به لهستانی: Zielonka) یک منطقهٔ مسکونی در لهستان است که در گمینا ایوانگسکا واقع شده‌است.